# Kasımpaşa
Kasımpaşa Spor Kulübü este un club de fotbal din Istanbul, Turcia. Echipa susține meciurile de acasă pe Recep Tayyip Erdoğan Stadium cu o capacitate de 13.500 de locuri.